# Lockheed EC-121 Warning Star
Lockheed EC-121 Warning Star – pierwszy amerykański samolot wczesnego ostrzegania i dozoru przestrzeni powietrznej zbudowany na bazie samolotu transportowego Lockheed Super Constellation dla USAF i US Navy. Pełnił rolę samolotu wczesnego ostrzegania dalekich obszarów (m.in w systemie Distant Early Warning Line). Oficjalnie maszyna była nazywana Warning Star, ale częściej określano ją mianem Connie lub Super Connie, zdrobnieniem od nazwy samolotu bazowego Constellation.

## Historia
Prototypowa maszyna nosiła oznaczenie PO-1W i po przetestowaniu przez US Navy i USAF rozpoczęto dostawy tych samolotów, dla marynarki pod oznaczeniem WV-2/3 i dla lotnictwa jako EC-121.
EC-121 został wyposażony w dwie duże osłony na grzbiecie i pod kadłubem mieszczące radary do przeszukiwania przestrzeni powietrznej i powierzchni ziemi. Był używany także w misjach wywiadowczych SIGINT polegających na przechwytywaniu transmisji radiowych przeciwnika. Maszyna została wprowadzona do służby w 1955 roku i zastąpiona w 1978 przez samoloty E-3 Sentry.
EC-121 był pionierską maszyną w dziedzinie wczesnego ostrzegania i dozoru przestrzeni powietrznej, dlatego stał się platformą testową dla bardzo wielu systemów radarowych i zbierania informacji wywiadowczych i podczas służby był wielokrotnie modyfikowany. W późniejszym okresie wymieniono silniki na mocniejsze oraz zainstalowano system przekazywania danych w czasie rzeczywistym do stanowisk kontroli naziemnej. EC-121 stał się także platformą testową do testów obrotowej anteny radarowej (charakterystyczny "talerz") zainstalowanej na grzbiecie, zastosowanej w późniejszych konstrukcjach E-2 Hawkeye i E-3 Sentry.

## Misje bojowe EC-121
15 kwietnia 1969 jeden EC-121 został zestrzelony przez północnokoreański myśliwiec, a cała licząca 31 osób załoga poniosła śmierć.
Podczas wojny w Wietnamie około 30 maszyn EC-121 poprzez wyposażenie w odpowiednie sensory zostało przystosowanych do śledzenia ruchów jednostek naziemnych na szlaku Hồ Chí Minha w ramach operacji Igloo White. Zmodyfikowana wersja samolotu nosiła oznaczenie EC-121R BatCat. W październiku 1967 EC-121 dokonał pierwszego namierzenia wrogiego myśliwca typu MiG-21. Podczas działań wojennych stracono dwie maszyny tego typu.

## Ocalałe egzemplarze
Dwa ocalałe egzemplarze samolotu EC-121 Warning Star są eksponatami muzeów w Stanach Zjednoczonych. Pierwszy z nich, całkowicie odrestaurowany, znajduje się w Muzeum USAF w bazie Wright-Patterson niedaleko Dayton w stanie Ohio. Drugi egzemplarz jest eksponatem Muzeum Lotnictwa US Navy w Pensacola na Florydzie.